# Stefano Franscini

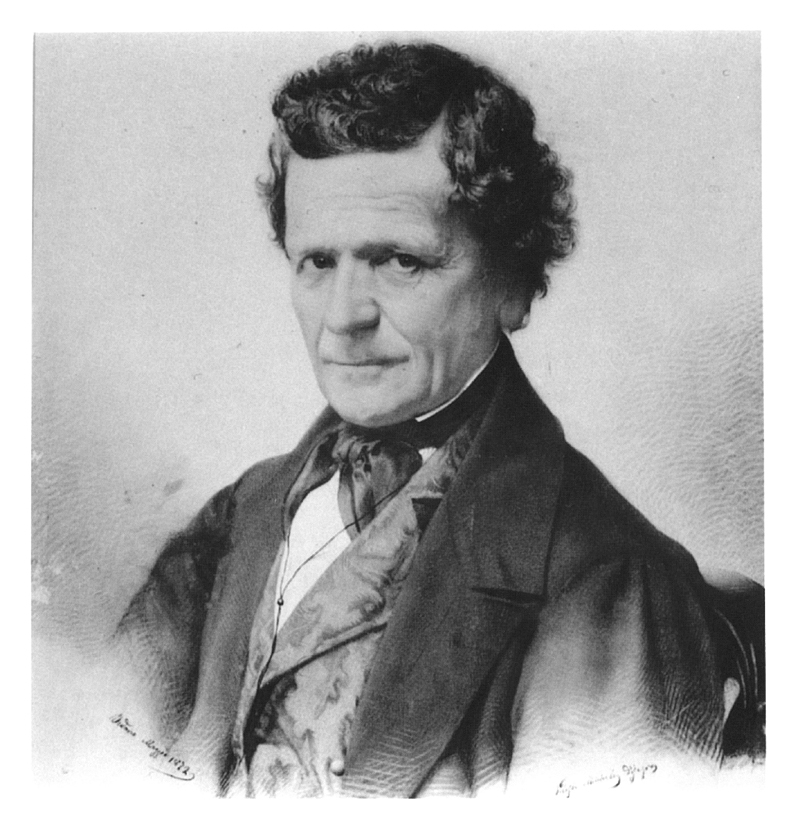
Stefano Franscini

Stefano Franscini (Bodio, 23 oktober 1796 - Bern, 19 juli 1857), was een Zwitsers politicus.
Franscini kwam uit een weinig vermogende familie uit het kanton Ticino (Tessin). Hij studeerde aan het seminarie Winterschule des Pfarrers von Personico, het priesterseminarie Pollegio en sedert 1815 aan het aartsbisschoppelijk seminarie van Milaan. In 1819 stopte hij zijn priesteropleiding en ging hij als leraar werken aan een openbare school in Mailand; later elders. Hij werkte daarnaast als journalist voor de Gazetta Ticinese.
Franscini begon eind jaren twintig van de 19e eeuw anoniem enkele liberale geschriften schrijven en verspreiden. Hij werd redacteur van de liberale krant L'Osservatore del Ceresio en schreef voor de Il Repubblicano della Svizzera italiana en La Svizzera italiana.
In 1829 kreeg Ticino een liberale grondwet en in 1830 werd Franscini staatssecretaris van Ticino. Van 1837 tot 1845 en van 1847 tot 1848 was hij lid van de regering van Ticino.
Na de nederlaag van de Sonderbund in de burgeroorlog 1847 kreeg hij de opdracht de gemoederen tot rust te brengen in het eedgenootschap.
In 1848 werd hij voor de radicalen (voorloper van de Vrijzinnige-Democratische Partij) in de Nationale Raad gekozen.
Op 16 november 1848 werd Franscini in de Bondsraad gekozen. Hij bleef lid van de Bondsraad tot zijn dood op 19 juli 1857. Hij beheerde het Departement van Binnenlandse Zaken.
In 1850 organiseerde hij de eerste volkstelling in Zwitserland.
Franscini is de stichter van de Polytechnische Hogeschool van Zürich.
Voorstander van een sterke centrale regering en tegenstander van regionaal denken en handelen. Hij zette zich echter wel voor wederzijds begrip voor de diverse culturen in het eedgenootschap.

## Werken
- Statistica della Svizzera (Lugano, 1828)
- Der Kanton Tessin (1835)
- Statistica della Svizzera italiana (Lugano, 1837-1839)
- Übersichten der Bevölkerung der Schweiz (Bern 1851)
- Storia della Svizzera italiana dal 1797 al 1802 (samen met P. Peri, 1864)
- Annali del cantone Ticino (uitgegeven door G. Martinola, 1953)